# John Steele (comics)
John Steele est un personnage fictif créé par Marvel Comics.
Il apparut pour la première fois dans Daring Mystery Comics #1, sous le crayon de Dean Carr. Le personnage fut ressorti de l'obscurité dans laquelle il était vite retombé par Ed Brubaker et Steve Epting travaillant alors sur The Marvels Project. Il devint un antagoniste dans les Secret Avengers de Brubaker. 

## Origines
On sait très peu de choses sur l'Américain John Steele. Il aurait participé à la guerre de Sécession, et il a été un soldat américain ayant combattu pendant la Première Guerre mondiale. On ignore comment mais il devint un surhomme à cette période. Il aida l'espionne française Marie Antoinette à livrer des plans au général Joseph Carr.
Avant la fin du conflit, Steele fut capturé par les Allemands, et conservé en animation suspendue. Il fut le sujet d'études de nombreux scientifiques, dont le professeur Erskine qui basa ses travaux visant à créer un super-soldat sur les analyses sanguines de Steele. Le professeur quitta l'Allemagne et participa à la création de Captain America.
Délivré de sa cryostase par un bombardement allié, Steele se lança dans la guerre contre les nazis. Il rencontra Nick Fury et sa troupe de parachutistes. Il continua son combat, se déplaçant discrètement au cœur de l'Allemagne, à la recherche de Crâne Rouge. Il fit équipe à quelques reprises avec Captain America, et il affronta de nombreux alliés des nazis, comme les Japonais ou des Atlantes rebelles.
Il disparut de la circulation peu après le Débarquement.

## Pouvoirs
- John Steele possède une force surhumaine, lui permettant de tordre des canons de chars ou d'arracher des grilles d'acier. On l'évalue dans une catégorie proche de la Classe 20.
- Sa peau est impénétrable. Elle résiste aux balles. Toutefois, elle peut être déchirée par des armes magiques, comme l'épée de la Valkyrie.
- Ses réflexes dépassent ceux d'un être humain normal.
- C'est un soldat expérimenté, aussi bien au corps-à-corps qu'au maniement d'armes à distance.